# Corriere dello Sport - Stadio
Il Corriere dello Sport - Stadio è un quotidiano sportivo italiano edito a Roma.
Fondato a Bologna nel 1924, passò attraverso diversi cambi di denominazione societaria e anche funzione (dal 1926 al 1943 fu l'organo ufficiale del CONI).
La sua denominazione attuale risale al 1977, quando incorporò il quotidiano bolognese Stadio fondato nel 1945.
Si tratta di uno dei tre grandi quotidiani sportivi nazionali insieme al torinese Tuttosport, facente parte dello stesso gruppo editoriale, e la milanese Gazzetta dello Sport, edita da RCS MediaGroup.

## Storia

### Dalla fondazione al 1945

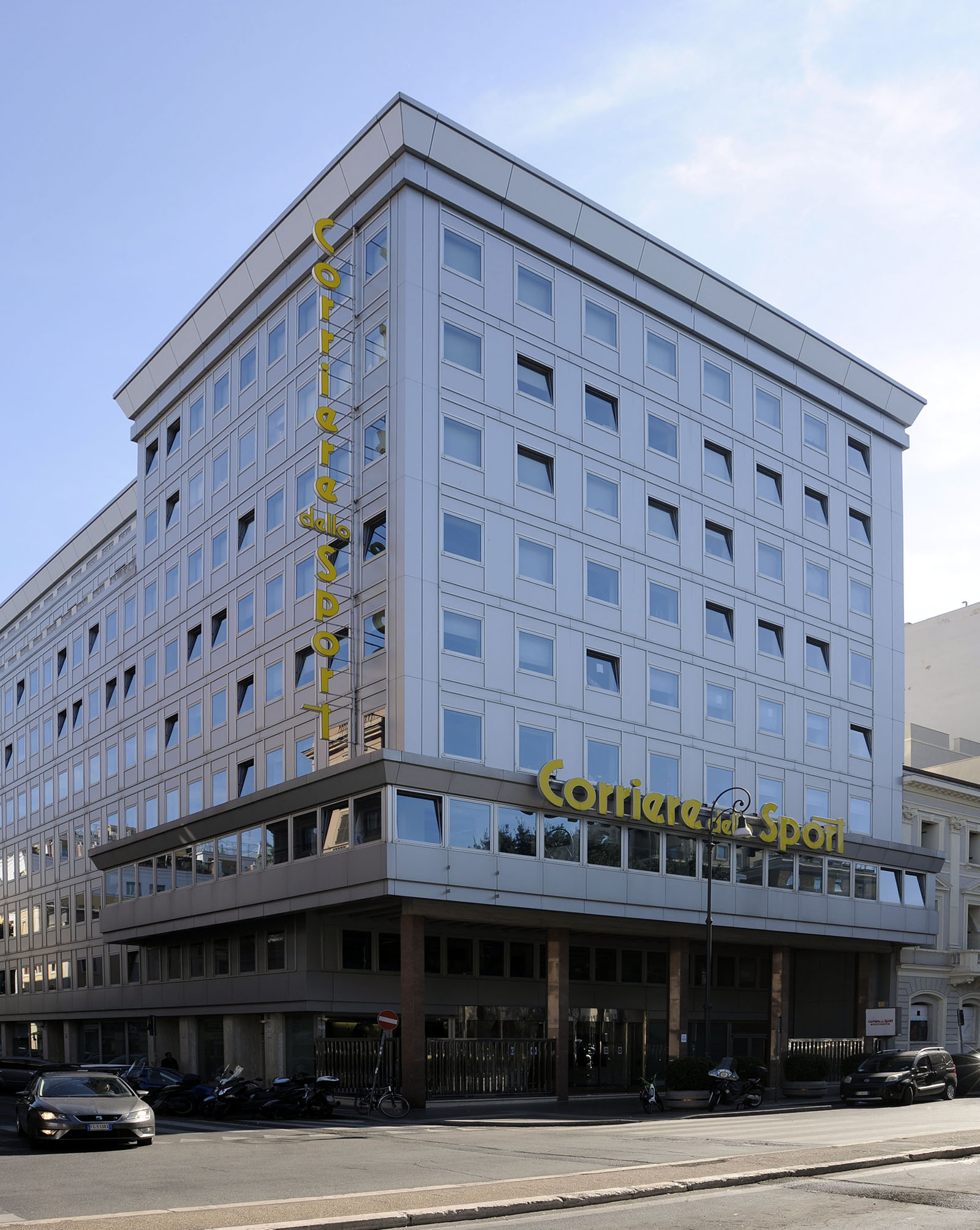
Sede del giornale a Roma

Il Corriere dello Sport fu fondato il 20 ottobre 1924 a Bologna da un gruppo di appassionati sportivi guidati dall'ex calciatore Alberto Masprone (1884-1964). Tra i membri del Consiglio di gestione figurava il pilota automobilistico Enzo Ferrari.
Usciva tre giorni alla settimana (lunedì, mercoledì e sabato) con una foliazione di 4-8 pagine. La prima redazione era in via dei Poeti; la tipografia si trovava in via Calderini.
A luglio 1926, a seguito del cambio dei vertici federali della FIGC con la nomina del bolognese Leandro Arpinati, La Gazzetta dello Sport perse la qualifica di "organo ufficiale del CONI" e il diritto di pubblicare ogni comunicato ufficiale di tutte le federazioni sportive italiane, qualifica che fu invece accordata da Lando Ferretti al trisettimanale bolognese di cui il braccio destro di Mussolini era diventato un profondo sostenitore.
Nel 1927 la federazione bolognese del Partito Nazionale Fascista, su iniziativa di Leandro Arpinati, rilevò la proprietà del giornale.
In dicembre, dopo che Arpinati fu nominato sottosegretario agli Interni, il giornale fu ribattezzato Il Littoriale riprendendo il nome dello stadio cittadino inaugurato pochi mesi prima (e oggi noto come stadio Renato Dall'Ara); il suo sottotitolo era «quotidiano sportivo di tutti gli sport». Il primo numero della nuova serie uscì il 12 dicembre.
Il 1º settembre 1928 da trisettimanale divenne quotidiano. Per migliorarne la diffusione su tutto il territorio nazionale, il nuovo quotidiano sportivo fu concesso in abbonamento gratuito per 15 mesi a tutte le biblioteche universitarie e nazionali d'Italia.
Nel 1929 la sede del giornale fu trasferita a Roma (anche se per alcuni anni - dal 1929 al 1932 - l'edizione del lunedì continuò ad uscire a Bologna). Nel corso degli anni la diffusione aumentò progressivamente. Dal 1932 al 1939 fu di proprietà di Alberto Bonacossa.
Il Littoriale fece concorrenza alla più blasonata La Gazzetta dello Sport dedicando ampi spazi agli sport minori: ad esempio il pugilato, pratica sportiva che il quotidiano sportivo milanese trattava meno diffusamente poiché incentrava le proprie attenzioni soprattutto sul ciclismo, che all'epoca era il primo sport nazionale.
Il 28 luglio 1943, tre giorni dopo la caduta del fascismo, il quotidiano tornò al nome originario di Corriere dello Sport su iniziativa del corpo redazionale.
In settembre Umberto Guadagno, proprietario dello stabilimento in cui veniva stampato il Corriere, ne rilevò la proprietà. Nel marzo 1944 gli occupanti tedeschi imposero il ritorno al vecchio nome, fino a quando gli Alleati entrarono nell'Urbe (4 giugno 1944). Pietro Petroselli fu il primo direttore del Corriere dopo la Liberazione.

### La prima svolta: gli anni sessanta
Negli anni cinquanta il Corriere dello Sport vendeva in media 150 000 copie giornaliere, con punte di 300 000 il lunedì.
Nel 1961 la proprietà della testata fu rilevata dagli editori Edilio Rusconi e Pietro Paolazzi. I nuovi proprietari approvarono i primi sostanziali cambiamenti all'interno della testata romana. Nel 1964 il giornale fu ceduto a un gruppo editoriale guidato da Francesco Amodei. Il nuovo editore affidò la direzione del Corriere ad Antonio Ghirelli, che nel 1960 era già stato direttore ad interim.
Ghirelli apportò delle importanti innovazioni al quotidiano, traendo spunto dal forte impatto che esercitavano i nuovi mezzi di comunicazione di massa, quali televisione e radio. Rivisitò il giornale nella grafica, adottando titoli ad effetto e dalle grandi dimensioni e virgolettati "urlati" da forti inchiostrature. Inserì nella redazione giovani e validi giornalisti, come Sergio Neri e Giorgio Tosatti, promosso redattore capo: il «Corriere» iniziò a parlare lo stesso linguaggio del pubblico giovanile. Fu ideato uno spazio bisettimanale di due pagine, Forza, ragazzi!, curato per cinque anni da Mario Pennacchia e Gastone Alecci, che ospitò articoli ed interviste di scrittori e di intellettuali (quali ad esempio Luigi Compagnone e Luigi Silori) su temi di interesse giovanile, non necessariamente legati allo sport. Anche gli argomenti del giornale furono allargati a temi esterni allo sport, ma di forte interesse popolare, come ad esempio la politica o l'attualità.
Il «Corriere dello Sport», proprio in quegli anni, riuscì a diventare il quotidiano più venduto nel Sud Italia, in piena contrapposizione con «La Gazzetta dello Sport» che invece dominava incontrastata nel Settentrione. Il calcio oramai aveva preso in tutte le testate sportive italiane la maggior parte dello spazio. Nel 1972, però, la nomina come direttore di Mario Gismondi riportò il giornale al vecchio stile e ad una dimensione meno innovativa, facendo crollare la qualità e le vendite. In quel periodo alcuni dei più brillanti collaboratori, come Silori e Compagnone, lasciarono la testata.
Nel 1976, per porre un argine al declino del quotidiano, l'editore (la famiglia Amodei) nominò un nuovo direttore nella persona di Giorgio Tosatti. L'allievo di Ghirelli ricominciò sulla stessa scia del suo maestro, intuendo che, con il proliferare dello sport, e del calcio in particolare, nella televisione, il quotidiano (che scontava un giorno di ritardo rispetto alle dirette tv) non poteva più dedicarsi solo ed unicamente alla fredda cronaca degli eventi. L'intuizione dei titoli ad effetto dai caratteri cubitali che si estendono su nove colonne venne ripresa anche dalle altre testate sportive, uno stile utilizzato tutt'oggi.

### La fusione con «Stadio»
Una delle ambizioni di Francesco Amodei era di fare concorrenza alla «Gazzetta dello Sport» sul suo territorio, il Nord. A questo scopo decise di rilevare una testata sportiva di Bologna, lo «Stadio», nelle edicole dal 1948. L'operazione fu condotta tra il 1976 e il 1977. Successivamente le due testate vennero fuse. Il nuovo giornale fu chiamato «Corriere dello Sport-Stadio». Le redazioni dei due quotidiani vennero fuse anch'esse, però quella romana venne confermata, mentre quella bolognese fu ridimensionata; i giornalisti bolognesi in esubero furono costretti a passare al «Resto del Carlino». Anche la fusione delle due tipografie fu complessa, in quanto a Roma veniva ancora usata la stampa a piombo, mentre i bolognesi erano già passati alla fotocomposizione. Il direttore del «Corriere» che guidò la fusione dei due quotidiani fu Giorgio Tosatti. Il primo numero uscì il 10 settembre 1977.
Il «Corriere dello Sport-Stadio» fu distribuito in due differenti edizioni, distinte in base al colore della testata: verde al nord, con la scritta «Stadio» in primo piano, mentre nel centro-sud si utilizzò il rosso, il colore della vecchia testata, con la scritta «Corriere dello Sport» in primo piano. L'operazione, laboriosa, riuscì: il quotidiano trovò nuovi lettori a livello nazionale, pur conservando le varie edizioni locali. Nel 1978 il «Corriere dello Sport» raggiunse il record di 752 000 copie vendute, di cui 492 000 al Sud e 260 000 al nord.

### Dal 1982 ad oggi
Lunedì 12 luglio 1982, con vittoria dell'Italia nel Mondiale spagnolo, il Corriere dello Sport-Stadio celebrò l'evento con il titolo: "Eroici!" raggiungendo il record di vendite: 1 699 966 copie, uno dei record più alti per un quotidiano nazionale. Quell'anno la tiratura media del quotidiano fu di 417 423 copie. Nel 1987 era il quinto quotidiano italiano, con una media vendite di 380 000 copie giornaliere. Nel 2006, in occasione della quarta vittoria dell'Italia ai Mondiali di calcio, il primato di vendite fu ripetuto con oltre 2 000 000 di copie.
L'8 novembre 2007, è stato ufficialmente lanciato il nuovo sito internet, che non si limita più solamente ad offrire la possibilità di leggere il quotidiano in edicola ma diventa un vero portale di riferimento in cui è possibile aggiornarsi su tutte le notizie sportive a 360 gradi in tempo reale.
Il sito web è coordinato dal giornalista Simone Zizzari.
Il «Corriere dello sport» ha redazioni esterne a Bologna, Milano e Napoli.
Dal 1º giugno 2017 esce in formato tabloid.

## Variazioni dell'assetto proprietario
- 1924: presidente del Consiglio di gestione è Alberto Masprone.
- 1926-27: cessione al «Resto del Carlino», poi alla federazione bolognese del Partito Nazionale Fascista. Nuova testata: «Il Littoriale. Quotidiano sportivo di tutti gli sport»[10]
- 1929: Leandro Arpinati, gerarca fascista, trasferisce il giornale a Roma. La proprietà della testata passa alla Confederazione Nazionale degli Agricoltori.
- 1931: il giornale diventa organo del Comitato olimpico nazionale italiano (CONI). Redazione, amministrazione e uffici vengono trasferiti presso «Il Popolo d'Italia».[4]
- 1933: la testata è acquistata da Alberto Bonacossa, proprietario della concorrente «Gazzetta dello Sport».
- 1942: in gennaio «Il Littoriale» ritorna di proprietà del Partito Nazionale Fascista.
- 1944: il giornale è rilevato dalla SAET (Società Anonima Editrice Poligrafica) di Umberto Guadagno. In giugno avviene il ritorno alla testata originaria «Corriere dello sport». Il commendator Guadagno assume brevemente anche la direzione, prima di assegnare l'incarico a Pietro Petroselli. Scomparso Guadagno, la proprietà del giornale passa alla Gesport.
- 1960: la casa editrice Rusconi e Paolazzi s.p.a. di Milano rileva il quotidiano, poi quattro anni dopo lo cede.
- 1964: l'editore è Francesco Amodei, che negli anni sviluppa l'azienda familiare con l'acquisto del bolognese «Stadio» (1977) e, nel 1998, della casa editrice felsinea «Conti» e del quotidiano «Tuttosport» di Torino. Il figlio di Francesco, Roberto Amodei, eredita il 99% delle quote, mentre l'1% rimane alla moglie Marcella Rossi[11].

## Riconoscimenti
- Stella d'oro al merito sportivo del CONI (Roma, 19 dicembre 2017)[12].

## Direttori
Testata «Corriere dello Sport»
- Rodolfo Pezzoli (20 ottobre 1924 - 1931)

Testata «Il Littoriale»
- Iti Bacci, presidente del CONI[13] (1931-1932)

Scelti da Alberto Bonacossa
- Goffredo Barbacci (1932-1934)
- Nino Cantalamessa (1934-1937)
- Renato Tassinari (1937-1942)

Graditi al regime fascista
- Alberto Masprone (1942 - 25 luglio 1943)

Gestione SAET
- Eugenio Danese, redattore responsabile (28 luglio - 26 agosto 1943), poi direttore responsabile (28 agosto 1943 - 14 gennaio 1944) - Viene ripresa la testata «Corriere dello Sport»
- Giuliano Ongaro (21 gennaio - 4 giugno 1944) - Dal 13 marzo al 4 giugno 1944 il giornale esce con la testata «Il Littoriale» [14]
- Umberto Guadagno, gerente responsabile (dal 7 giugno 1944)
- Pietro Petroselli, direttore responsabile (7 giugno 1944 - 1º giugno 1947)
  - Ennio Cencelli, direttore ad interim (2 giugno - 23 luglio 1947)
- Bruno Roghi (24 luglio 1947 - 31 dicembre 1959)

Scelti dall'editore Rusconi
- Giuseppe Melillo (1º gennaio-17 maggio 1960)
- Edilio Rusconi (18 maggio-10 giugno 1960)
- Antonio Ghirelli, ad interim (11 giugno-31 dicembre 1960)[15]
- Luciano Oppo (1º gennaio 1961 - 31 dicembre 1964)

Scelti dall'attuale proprietà
- Antonio Ghirelli (1º gennaio 1965 - 30 aprile 1972)
- Mario Gismondi (1º maggio 1972 - 6 agosto 1976)
- Giorgio Tosatti (7 agosto 1976 - 10 ottobre 1986) - Dall'11 settembre 1977 la nuova testata è «Corriere dello Sport-Stadio»
- Domenico Morace (11 ottobre 1986 - 28 febbraio 1991)
- Italo Cucci (1º marzo 1991 - 26 agosto 1995)
- Mario Sconcerti (27 agosto 1995 - 31 dicembre 2000)
- Italo Cucci (1º gennaio 2001 - 9 ottobre 2002), 2ª volta
- Xavier Jacobelli (10 ottobre 2002 - 9 agosto 2003)
- Alessandro Vocalelli (10 agosto 2003 - 31 maggio 2012)
- Paolo De Paola (1º giugno 2012 - 26 luglio 2015)
- Alessandro Vocalelli (26 luglio 2015 - 25 maggio 2018), 2ª volta
- Ivan Zazzaroni (26 maggio 2018 - in carica)

## Firme
- Antonio Ghirelli
- Nino Maggi (ciclismo)
- Leone Boccali, inventore dell'«Almanacco del Calcio»
- Achille Campanile
- Giovanni Mosca
- Sergio Valentini
- Giuseppe Signori (pugilato)
- Eugenio Danese (calcio, voce delle radiocronache)
- Fulvio Bernardini (caporedattore del calcio nel primo dopoguerra)
- Alberto Marchesi
- Franco Dominici
- Sergio Neri (ciclismo)
- Ezio De Cesari (calcio)
- Giuseppe Pistilli (calcio)
- Vanni Loriga (atletica leggera)
- Rodolfo Galdi (ippica)
- Franco Fava (atletica leggera)
- Franco Ordine (calcio)
- Fulvio Solms (formula 1)

## Diffusione
La diffusione di un quotidiano si ottiene, secondo i criteri di Accertamenti Diffusione Stampa (ADS), dalla somma di: Totale Pagata + Totale Gratuita + Diffusione estero + Vendite in blocco.

Dal 2021 ADS ha abbandonato la distinzione tra copia cartacea e copia digitale, che è stata sostituita dalla distinzione tra «vendite individuali» (copie pagate dall’acquirente) e «vendite multiple» (copie pagate da terzi).
| Anno | Diffusione |
| ---- | ---------- |
| 2022 | 41 932     |
| 2021 | 44 113     |

| Anno | Totale diffusione (cartacea + digitale) | Diffusione digitale | Diffusione cartacea | Tiratura |
| ---- | --------------------------------------- | ------------------- | ------------------- | -------- |
| 2020 | 45 958                                  | 1 349               | 44 609              | 111 369  |
| 2019 |                                         |                     |                     |          |
| 2018 | 76 493                                  | 1 784               | 74 709              | 171 380  |
| 2017 | 90 511                                  | 1 224               | 89 287              | 197 623  |
| 2016 | 96 837                                  | 1 390               | 95 447              | 204 560  |
| 2015 | 108 072                                 | 1 502               | 106 570             | 223 166  |
| 2014 | 119 903                                 | 1 710               | 118 193             | 243 124  |
| 2013 | 138 051                                 | 1 068               | 136 983             | 263 464  |

| Anno | Diffusione |
| ---- | ---------- |
| 2012 | 165 639    |
| 2011 | 186 340    |
| 2010 | 190 422    |
| 2009 | 203 805    |
| 2008 | 225 643    |
| 2007 | 241 753    |
| 2006 | 246 173    |
| 2005 | 237 655    |
| 2004 | 235 972    |
| 2003 | 271 069    |
| 2002 | 257 156    |
| 2001 | 263 299    |
| 2000 | 271 487    |
| 1999 | 268 474    |
| 1998 | 267 747    |
| 1997 | 273 499    |
| 1996 | 239 249    |
| 1995 | 228 956    |

Dati Ads - Accertamenti Diffusione Stampa.